# Sarah Broadie
Sarah Jean Broadie, geb. Waterlow OBE (* 3. November 1941 in Wincanton, Somerset; † 9. August 2021) war eine britische Philosophiehistorikerin.
Broadie (B.Phil, PhD) war Professorin für Moralphilosophie und Wardlaw Professor an der Universität St Andrews in Schottland. Sie hatte an den Universitäten Edinburgh, Texas in Austin, Yale, Rutgers und Princeton gelehrt, bevor sie 2001 nach St Andrews kam. Sie war Spezialistin für antike Philosophie mit Forschungsthemen in vielen Bereichen der Metaphysik und Ethik und beschäftigte sich auch mit der Philosophiegeschichte der Neuzeit.
Broadie war ab 2003 Fellow der British Academy und von 2006 bis 2008 deren Vizepräsidentin; außerdem war sie Fellow der Royal Society of Edinburgh und Fellow der American Academy of Arts and Sciences. Im Jahre 2003 hielt sie die Nellie Wallace Vorlesungen an der Universität Oxford mit dem Titel Nature and Divinity in the philosophies of Plato and Aristotle. 2006 wurde sie zum Mitglied der Academia Europaea gewählt und 2019 „for her services to scholarship“ zum Officer of the Order of the British Empire ernannt. Sie starb im August 2021 im Alter von 79 Jahren.

## Schriften (Auswahl)
Unter dem Namen Sarah Waterlow:
- Nature, Change, and Agency in Aristotle’s Physics, Oxford University Press, Oxford 1984.
- Passage and Possibility: a study of Aristotle’s modal concepts, Oxford University Press, Oxford 1984.

Unter dem Namen Sarah Broadie:
- Ethics with Aristotle, Oxford University Press, New York 1991.
- mit Christopher J. Rowe: Aristotle’s Nicomachean Ethics: Philosophical Introduction and Commentary, Oxford University Press, Oxford 2002.
- Plato’s Sun-Like Good. Dialectic in the Republic. Cambridge University Press, Cambridge 2021.